# Pál Kinizsi
Dans le nom hongrois Kinizsi Pál, le nom de famille précède le prénom, mais cet article utilise l’ordre habituel en français Pál Kinizsi, où le prénom précède le nom.
Pál Kinizsi (en hongrois Kinizsi Pál, Pavel Chinezul en roumain, ou encore Paulo de Kynys) est un chef militaire du XVe siècle et un grand officier du royaume de Hongrie.

## Biographie
Probablement natif de Transylvanie aux alentours de 1431, l'ascendance de Kinizsi reste obscure. Il serait selon certains le fils d'un meunier qui aurait combattu les Turcs sous Jean Hunyadi. Kinizsi aurait été lui-même compagnon meunier avant sa carrière militaire. D'autres mettent en avant de possibles origines serbes et le verraient descendre de Vuk Branković.
Il est ispán (comte) de Temes à partir de 1484 et Capitaine Général des Parties Inférieures du royaume (en latin : generalis capitaneus inferiorum partium regni) . Il est célèbre pour sa victoire sur les Ottomans lors de la bataille de Kenyérmező en octobre de 1479 : au milieu des réjouissances de l'armée, on vit l'herculéen Kinizsi prendre trois cadavres turcs, l'un dans ses dents et les deux autres dans ses bras, et exécuter une danse hongroise.
Son fief principal était Nagyvázsony.
Après la mort du roi Matthias en 1490, il soutient le roi polonais Vladislas II de Hongrie et les grands magnats contre le fils illégitime de Matthias et successeur désigné, Jean Corvin. Il détruit les restes de l'Armée Noire devenue bandes de brigands. 

Il meurt en 1494 des suites d'une paralysie probablement causées par un accident vasculaire cérébral.
Il épousa Benigna, fille de Balázs Magyar, autre lieutenant du roi Matthias. Ils n'eurent pas d'enfant connu.

## Galerie

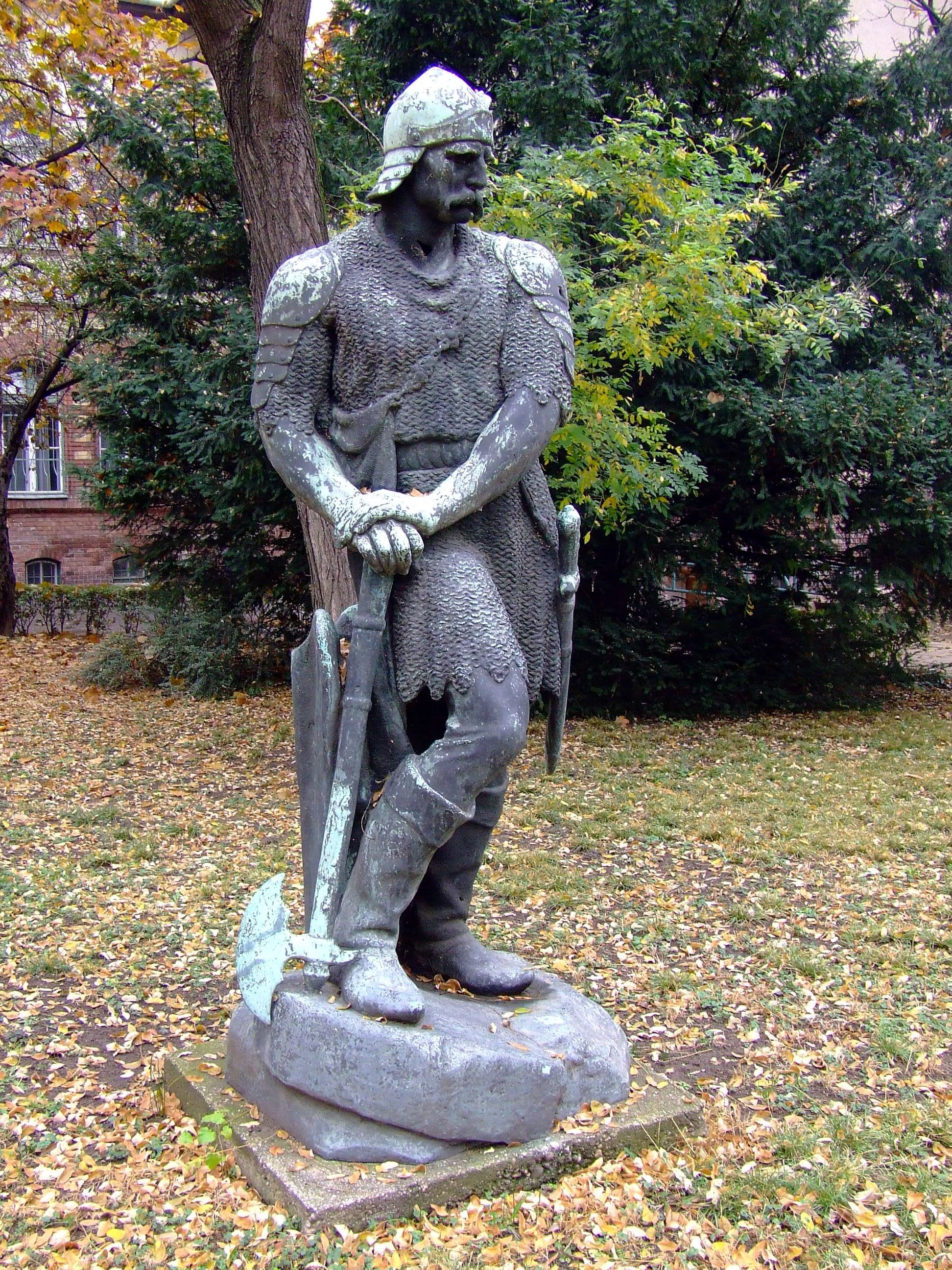
Kinizsi par le sculpteur János Pásztor (1932), Budapest.
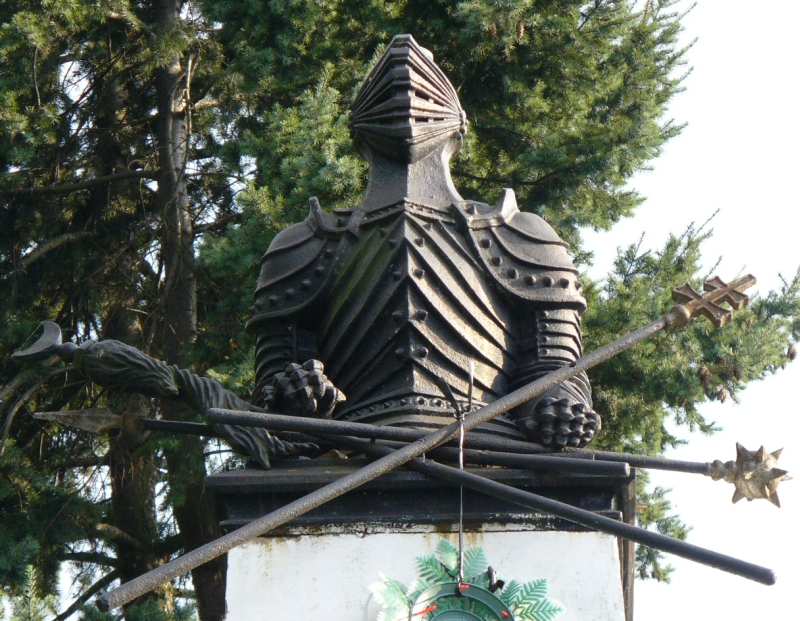
Sculpture de Kinizsi à Șibot, Județ d'Alba.
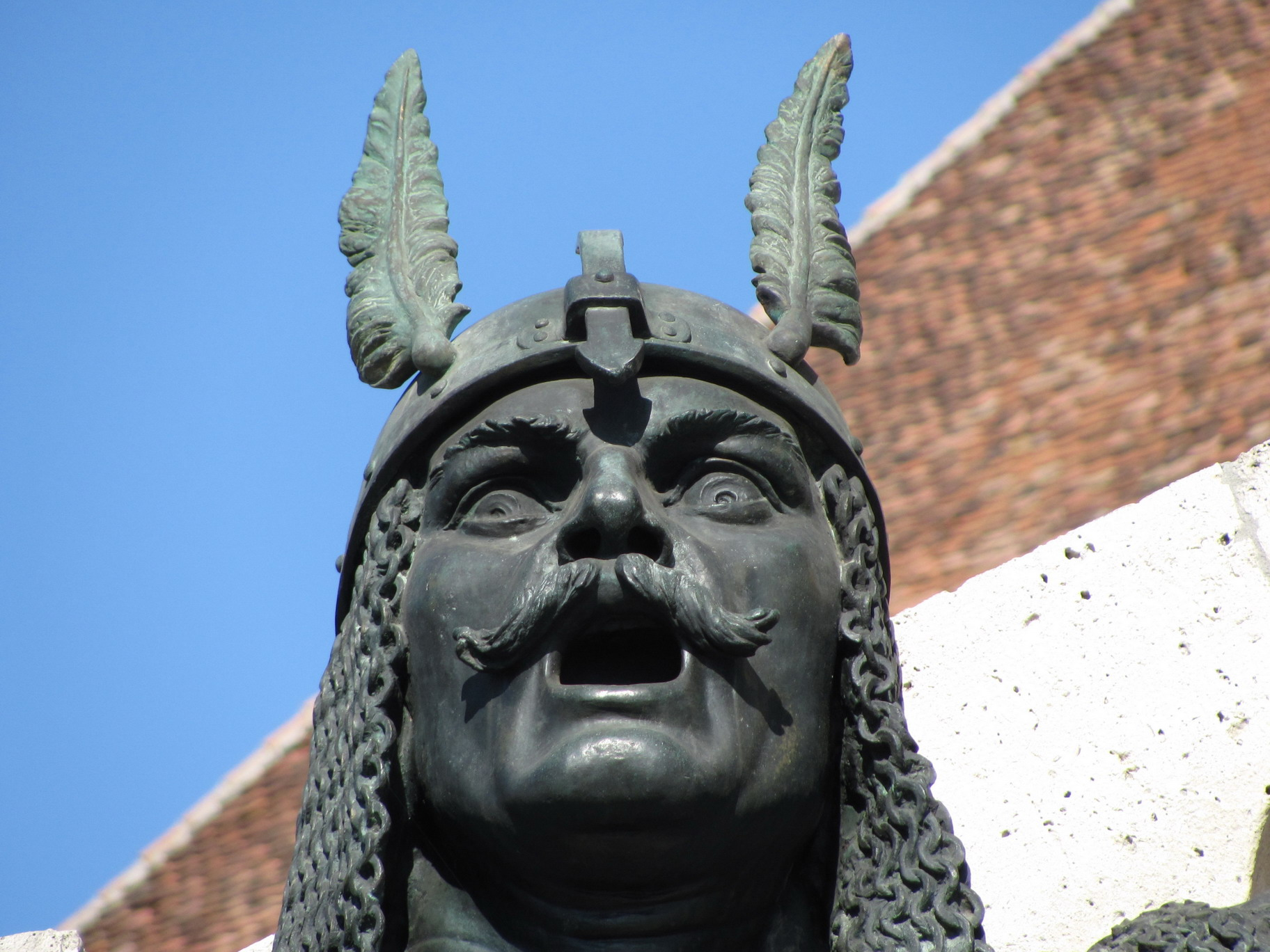
Détail du bronze de Pál Kinizsi sur le Monument Matthias Corvin.
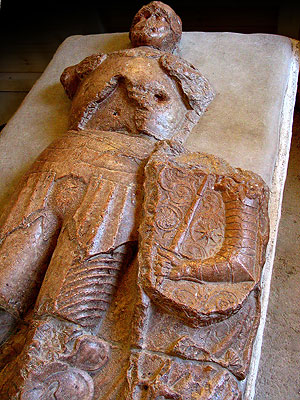
Gisant de Kinizsi à Nagyvázsony.
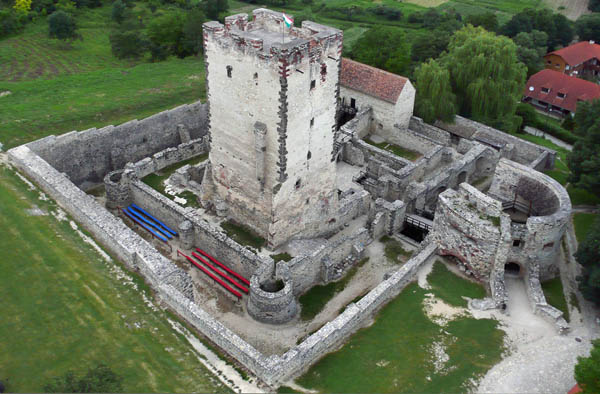
Ruines de son château de Nagyvázsony.
Blason de Pál Kinizsi.
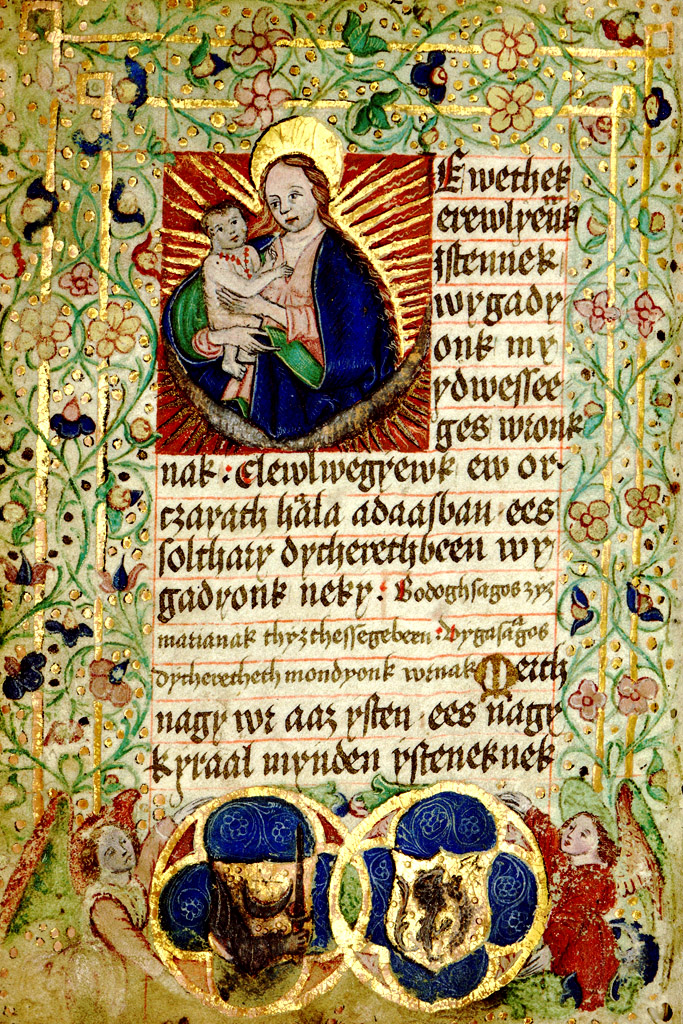
Livre de prières de son épouse Benigna Magyar, avec les armoiries d'alliance (vers 1490).

## Sources
- Franz Babinger : Mehmed the Conqueror and His Time, pp. 374–., Princeton University Press, 1992,  (ISBN 0-691-01078-1).
- Charles Hebbert, Norm Longley, Dan Richardson : Hungary, Rough Guides, pp. 284–, 2002,  (ISBN 978-1-85828-917-5).
- László Szalay : Das Rechtsverhältniss der serbischen Niederlassungen zum Staate in den Ländern der ungarischen Krone, Lauffer & Stolp, pp. 7, Leipzig, Pest, 1862.